# Axat
Axat is een gemeente in het Franse departement Aude (regio Occitanie) en telt 832 inwoners (1999). De plaats maakt deel uit van het arrondissement Limoux.
Axat ligt in het dal van de rivier de Aude. De Aude stroomt dwars door het dorp, terwijl de hellingen van de omliggende bergen al in het dorp beginnen. Hierdoor is Axat is een uitvalsbasis voor allerhande berg- en watersportactiviteiten geworden.

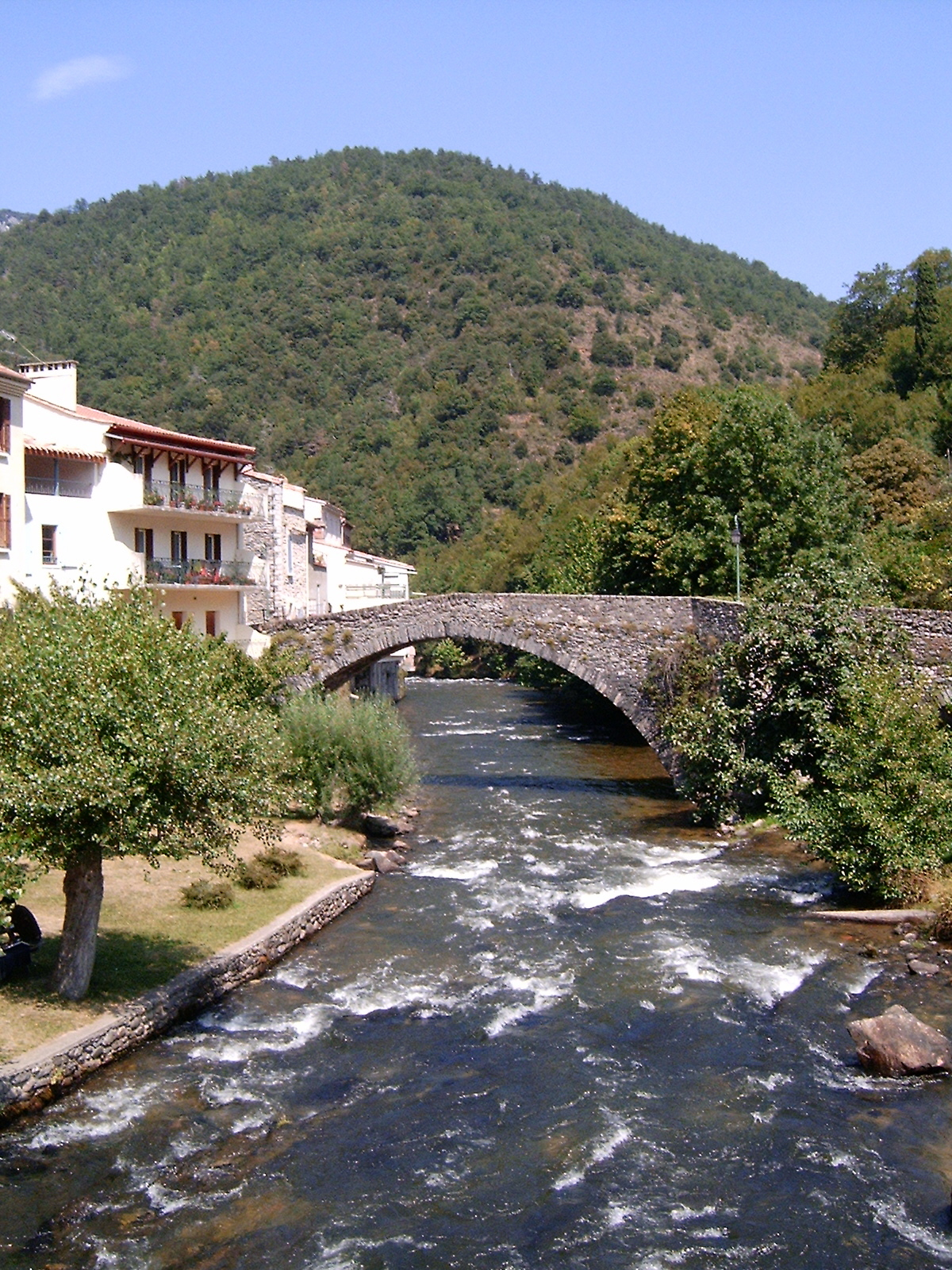
Axat

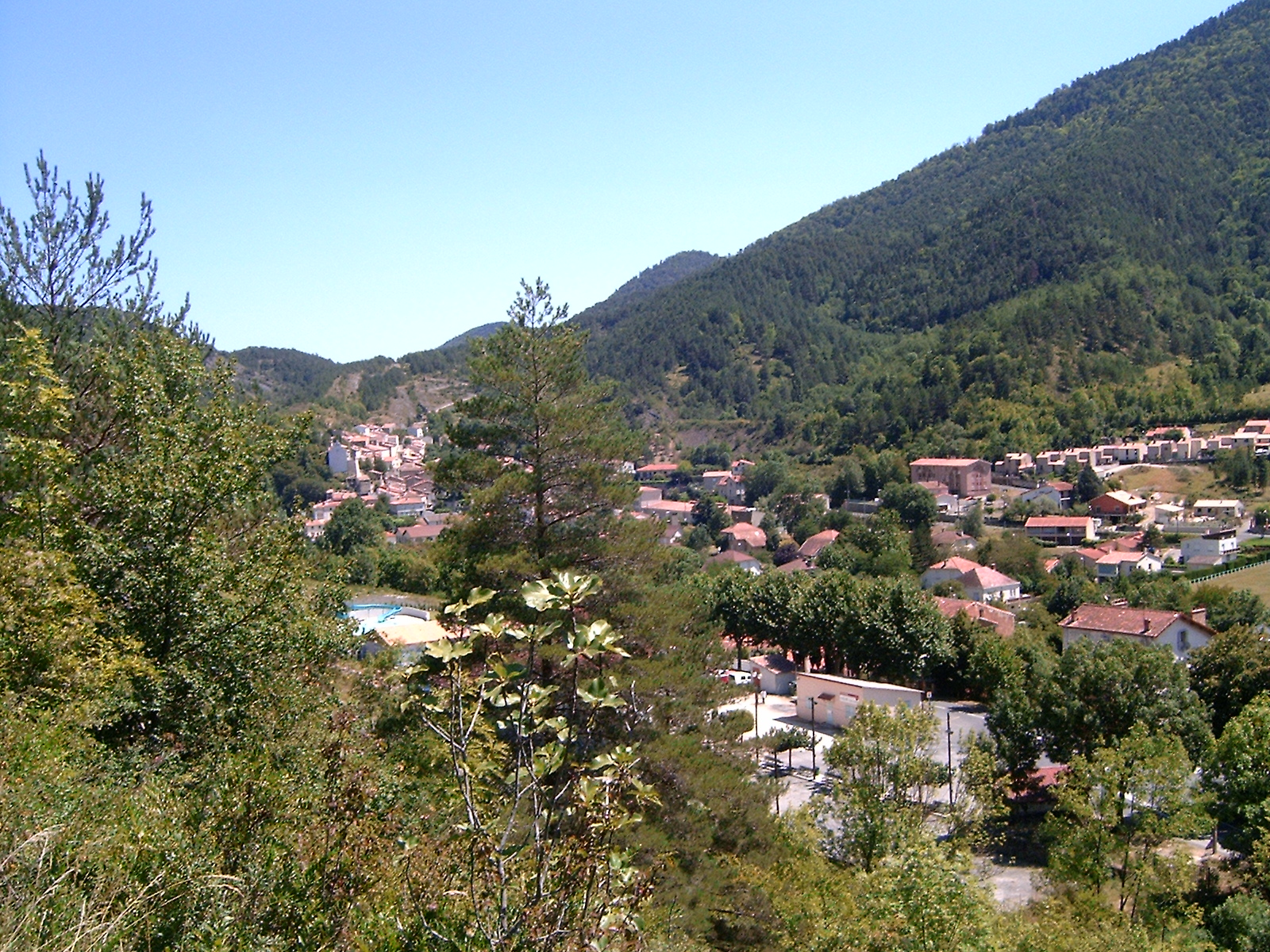
Axat, Frankrijk

## Geografie
De oppervlakte van Axat bedraagt 11,8 km², de bevolkingsdichtheid is 70,5 inwoners per km².

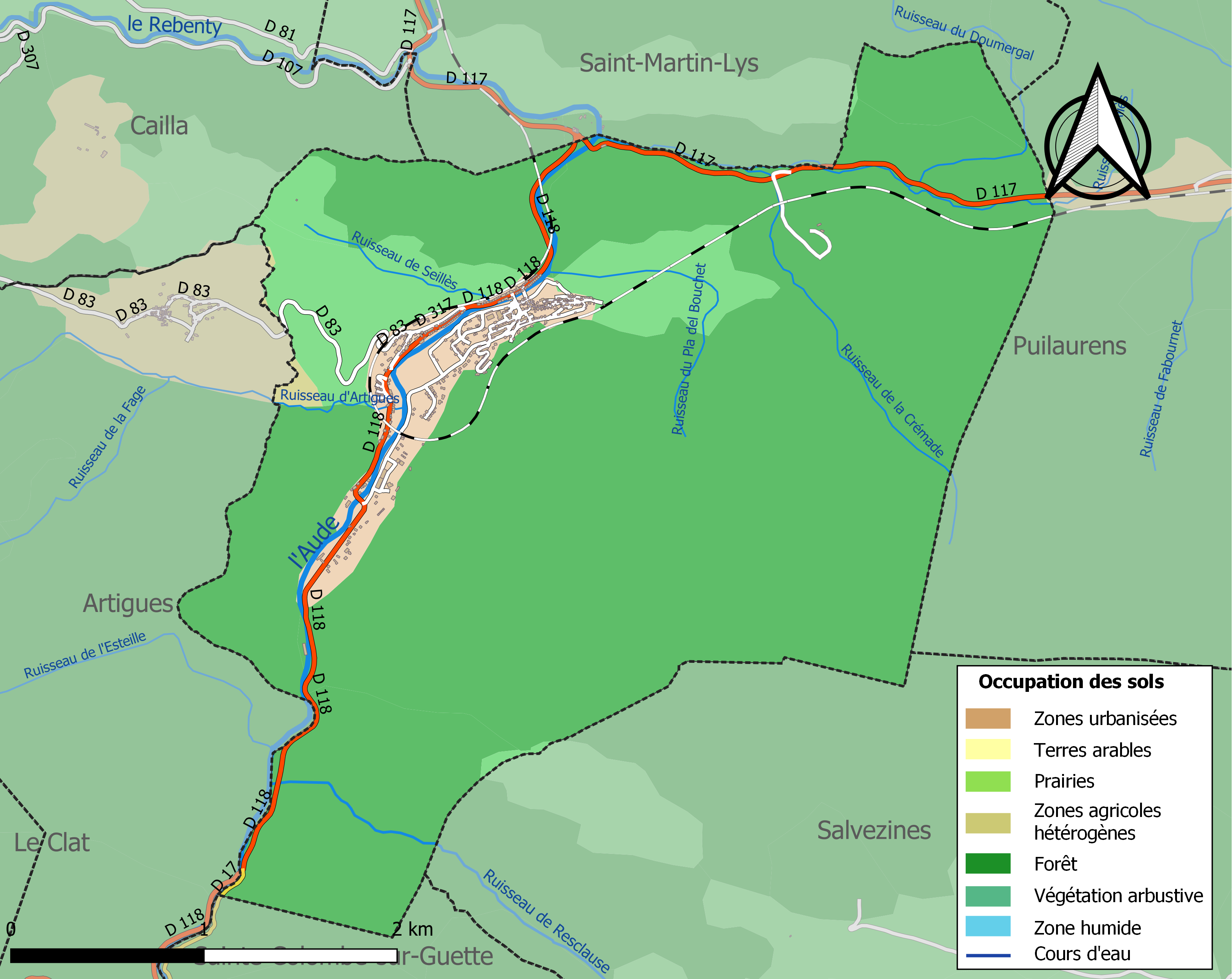
Kaart van de gemeente met de belangrijkste infrastructuur, bodemgebruik en omliggende gemeenten

## Demografie
Onderstaande figuur toont het verloop van het inwonertal (bron: INSEE-tellingen).

Vanwege een beveiligingsprobleem met de MediaWiki Graph-software is het momenteel niet mogelijk deze grafiek weer te geven. Zodra de software is bijgewerkt zal de grafiek vanzelf weer zichtbaar worden.